# Rocket Queen
«Rocket Queen» es la decimosegunda y última canción del primer álbum de estudio Appetite for Destruction de la banda estadounidense Guns N' Roses. En el libro de créditos del álbum aparece mencionada "Barbi (Rocket Queen) Von Grief" (1954) (de 30 años en 1984), indicando que fue en esta mujer en la que se basó Axl Rose para escribir la canción en el año 1984. 
El guitarrista Slash expresó que el bajista Duff McKagan escribió el riff principal de la canción cuando se conocieron por primera vez, antes incluso de haber entrado en la banda ni de haber formado Hollywood Rose.
Slash declaró sobre Von Grief que, "a pesar de tener treinta años, era la reina de la escena underground en aquella época. Al final se convirtió en una señora, pero Axl en ese entonces estaba obsesionado con ella".
En la canción se escuchan gemidos de una mujer. Axl quería, según el productor Steve Thompson, sonidos sexuales en el tema, así que "trajo una mujer al estudio y tuvieron sexo allí".
Les dejamos los micrófonos encendidos y todo funcionando en el estudio y tuvieron relaciones.
Luego tuvimos que cortar y ver cuanto de los 30 minutos de ruidos sexuales iban a ir en la canción.
Sin duda es la sesión de grabación más bizarra de la que haya participado en mi vida.
Posteriormente, las revistas
Rolling Stone y Classic Magazine publicaron que la mujer que había grabado los sonidos sexuales en la canción era Adriana Smith, de 20 años en 1986, la cual era una groupie de la escena underground de la época y exnovia del baterista Steven Adler, y que también mantuvo una relación con el vocalista Axl Rose y también relaciones paralelas con los demás miembros de la banda. 
También más tarde Axl Rose dijo lo siguiente de la canción:
"Escribí esta canción 'inspirado' por esta chica (Barbi Von Grief), ella quería tener una banda y ella la iba a llamar 'Rocket Queen'. Ella fue quien me ayudó mucho, poco después de llegar a Los Ángeles en 1981, cuando nos conocimos. Cuando llegué persiguiendo mis sueños a L.A no tenía nada, ni donde dormir. Luego de conocernos ella me ayudó mucho, dejó que me quedara en su apartamento, me ayudó a 'mantenerme con vida'. 
Por eso la última parte de la canción es mi mensaje dedicado a esta persona. Es como una luz de esperanza y una nota de amistad verdadera al final de la canción".